# Star Trek

Insignia de la Flota Estel·lar

Star Trek és un univers fictici de ciència-ficció creada per Gene Roddenberry en la primera sèrie de televisió de la saga, emesa als Estats Units a partir del 8 de setembre de l'any 1966. La franquícia s'ha expandit en pel·lícules, altres sèries de televisió, llibres, còmics i videojocs, convertint-se en una de les franquícies amb més vendes de tots els temps.
Dotada amb un argument que parla d'un futur optimista on els éssers humans han apaivagat les seves disputes, Star Trek és una crònica de l'exploració de l'univers amb l'objectiu de trobar nous mons i conèixer noves civilitzacions, arribant allà on no ha estat mai ningú.
Star Trek segueix una línia evolutiva des de la sèrie original fins Star Trek: Voyager. En aquest període, es mostra, a més de l'esperit explorador de la raça humana i la resta d'espècies que formen la Federació Unida de Planetes, i la Flota Estel·lar (de la que La nau USS Enterprise, n'és la nau Insignia), una interessant teoria sobre els avenços de la tecnologia en un futur amb tele-transportadors, replicadors d'aliments i motor de propulsió de curvatura (warp en la versió anglesa), que és el que permet viatjar en l'espai a velocitats superiors a la de la llum.
No obstant això, els creadors de la sèrie fan un gir en aquesta evolució a la sèrie Star Trek: Enterprise (2001-2005) i retornen als principis de Star Trek, presentant una primera nau estel·lar l'Enterprise NX-01, que ha de ser la pionera, i un primer capità (Jonathan Archer (Scott Bakula)) que podríem considerar l'antecessor de Kirk i Picard, i a partir de la seva experiència en l'espai, obrirà el camí a les seves Entrerprise «filles», marcant un nou començament en aquesta llarga aventura de «l'exploració de l'espai, coneixement de noves formes de vida i noves civilitzacions, viatjant fins allà on no ha estat mai ningú».
Star Trek ha estat un fenomen de culte durant dècades. Els fans de la franquícia es diuen "Trekkies" o "Trekkers". La franquícia abasta una àmplia gamma de productes derivats, incloent jocs, figuretes, novel·les, joguines i còmics. De 1998 a 2008, hi va haver una atracció temàtica Star Trek a Las Vegas. Almenys dues exposicions de museus d'atrezzo recorren el món. La llengua construïda klingon va ser creada per a la franquícia. S'han fet diverses paròdies de Star Trek i els espectadors han produït diverses produccions de fans.
Star Trek és conegut per la seva influència cultural més enllà de les obres de ciència-ficció. La franquícia també destaca per les seves posicions progressistes envers els drets civils. La sèrie original va incloure un dels primers repartiments multirracials de la televisió nord-americana.

## Orígens
Star Trek neix l'any 1966, quan Genne Roddenberry presentà la idea als executius de la Paramount Pictures. En un principi no van acceptar-la, així i tot Roddenberry va saber aprofitar bé la segona oportunitat que li van atorgar.
La sèrie va començar a ser emesa en horari de màxima audiència, però després de la segona temporada fou cancel·lada. Aquest fet va originar un gran clam de protesta als Estats Units: Star Trek havia generat un nucli, en aquell moment reduït,  de fans. Davant de les contínues manifestacions per part dels seguidors de la sèrie la Paramount va accedir a donar-li una nova oportunitat a Star Trek.
No fou fins al final de la tercera temporada quan va començar el fenomen Star Trek. La sèrie es va sindicar, la Paramount va vendre els drets a les cadenes regionals i locals per tot Estats Units a diversos horaris. Va ser doncs, quan va sorgir un ampli col·lectiu de fans de la sèrie, que tot organitzant una convenció multitudinària a Nova York l'any 1972, va aconseguir pressionar la productora fins a tal punt, que la sèrie va tornar a ser emesa. En un context de creixent augment d'interès de l'audiència per la ciència-ficció, gràcies a la Trilogía de Star Wars, es va començar a donar forma al projecte d'una segona sèrie de Star Trek.
Finalment, l'any 1987, es va posar en marxa l'anomenada «Star Trek: la nova generació», amb una tripulació completament nova i amb uns efectes especials adaptats als nous temps. Aquesta sèrie continuava on ho havia deixat l'anterior i va gaudir del mateix èxit d'audiència o, fins i tot, superior. Després de set temporades va finalitzar donant pas a tres altres sèries: «Star Trek:Deep Space Nine», «Star Trek: Voyager» i «Star Trek: Discovery».

## Filosofia
Star Trek proposa un futur en què el planeta Terra s'ha aliat amb altres planetes de la Via Làctia per a formar la Federació Unida de Planetes amb finalitats culturals i científiques. Els protagonistes pertanyen a la Flota Estel·lar, que és una organització amb una estructura militar però que s'encarrega de missions d'exploració, cartografia, científiques, antropològiques i de defensa. La seva missió principal, tal com es presenta a la introducció de tots els capítols, és: «Explorar nous i desconeguts mons, per a cercar noves formes de vida i noves civilitzacions fins a arribar a llocs on mai ningú ha arribat.» 
L'objectiu de la Federació no és el de conquerir. Els membres de la Flota Estel·lar desitgen conèixer altres cultures amb la finalitat d'intercanvi mutu cultural i de coneixements. 
Una de les principals idees de Star Trek és la creença que l'home pot evolucionar i assolir reptes per si mateix, per això, la filosofia de Star Trek considera poc ètic el fet d'intervenir en el procés evolutiu d'altres civilitzacions. Així, van formular la Primera Directriu que prohibeix interferir en assumptes de civilitzacions alienes a la flota, així com el contacte amb societats primitives a fi d'evitar el «contagi cultural».
El concepte de la Primera Directriu, en el context en què la sèrie original va ser creada (Estats Units havia intervingut en la Guerra de Vietnam, i anteriorment a la de Corea) suposa un repte i una filosofia de no-intervenció.
Referent a la idea «d'arribar a llocs on mai ningú ha arribat» pren l'ideal d'exploració que a través de la història ha impulsat sempre a l'home.
Per acabar, els diners ja no són el motor de la raça humana. A l'univers de Star Trek els diners es van deixar de fer servir al segle XXIII i, en conseqüència, la cobdícia i l'afany de possessions materials  han deixat de formar part de la condició humana. 

## Temes de rerefons
Gene Roddenberry, a través de les sèries o pel·lícules de Star Trek, explora la naturalesa humana i toca temes candents en l'època en què Star Trek es va crear:
-El racisme: El fet que la tripulació la conformin un conjunt de races tan diverses (i la tercera a bord de la nau en la sèrie original sigui una dona negra) era una manifestació antirracista en plena època de les segregacions racials als Estats Units, del Ku-Kux-Klan... En molts capítols de la sèrie original, les races alienígenes amb les quals es troba la Enterprise representen el racisme de manera caricaturitzada i crítica. En aquest aspecte, la sèrie va tenir gran paper, provocant fins i tot que el mateix Martin Luther King, que era seguidor de la sèrie, demanés a l'actriu que interpretava a la tinent Uhura (Nichelle Nichols), que no deixés la sèrie i que s'adonés de l'important paper que estava tenint per a la contribució de l'eliminació dels prejudicis racistes als mitjans audiovisuals.
-La por que les màquines poguessin superar l'home: Aquesta idea era  molt recurrent  als anys seixanta en el context de notoris
avenços informàtics i fou representada en més d'un capítol de la sèrie original com a “The Ultimate Computer” (L'últim ordinador).
-La por a una guerra nuclear i a les armes nuclears:  Era un temps de psicosi social generalitzada deguda a la Guerra Freda entre els Estats Units i l'URSS. A l'episodi The doomsday machine de la sèrie original, la nau Enterprise es trobava amb un objecte estrany que viatjava per la galàxia i que destruïa tots els planetes que trobava. (Metàfora de la bomba nuclear). El mateix capità Kirk fa, en el mateix capítol, una reflexió sobre això: «fa anys, al segle xx, la Bomba H era considerada la màquina del judici final, i és irònic que nosaltres hàgim fet servir una cosa semblant per destruir-lax.»
-Problemes socials del món actual: Aquests han estat tractats sobretot per la Nova Generació, la Deep Space 9 i la Voyager. Alguns exemples són: l'addicció a les drogues (en el capítol “Simbiosi” de la Nova Generació, la societat d'un
planeta es dedica a vendre droga a la societat d'un altre que està enganxada); l'addicció als videojocs (en el capítol “El joc”, de la Nova Generació); la Sida o el càncer (en nombrosos capítols es tracta els temes dels virus i de les malalties incurables), etc.
-La igualtat de sexes: En el context dels anys 60, en què el moviment d'alliberament de la dona està començant, Gene Roddenberry, qui creia fermament en la igualtat de la dona respecte a l'home, va plasmar la seva ideologia tot fent que, en el
guió inicial, el 50% de la tripulació fossin dones. Tot i que finalment no va ser així, el personatge de la tinent Uhura, dona, i a més negra, tenia un paper rellevant. En les següents versions de Star Trek s'han continuat veient personatges femenins amb una personalitat no estereotipada (Tasha Yar, en la Nova Generació, Kyra Nerys en Deep Space 9, i, fins i tot, a Star Trek: Voyager en què el capità és una dona. 
-La naturalesa humana: D'entre els temes de rerefons, és el més destacable. A Star Trek la condició humana és representada de manera «objectiva» a través dels ulls de personatges protagonistes no humans, com Spock (tot i que és mig humà i mig vulcanià però prefereix potenciar la seva part vulcana) i Data (de la Nova Generació), que és un androide sense emocions humanes però amb una curiosa fascinació per l'ésser humà que mostra signes d'humanitat tot i tractar-se d'una «màquina». La sèrie també parla (sobretot la Nova Generació), sobre la capacitat d'adaptació i evolució de l'ésser humà posada en dubte pel personatge de La Nova Generació «Q», un ésser omnipotent que sovint els posa a prova, i, al seu torn, defensada pel capità de Star Trek: la nova generació: Jean-Luc Picard, que encarna en la seva figura tots els valors humanístics de Star Trek. 

## La tecnologia i el rigor científic de Star Trek
Star Trek es basa en uns principis científics demostrats en l'actualitat (o
que són debatuts pels experts d'avui dia). Star Trek ha estat i és font d'inspiració per als científics d'ara a l'hora d'aconseguir nous avenços.
Com a exemple, Stephen Hawking en la seva teoria de la curvatura de l'espai amb relació a la gravetat, principi que utilitzen els motors de la nau Enterprise per viatjar més ràpid que la llum.
Aquesta franquícia ha ocasionat un gran impacte sobre el desenvolupament de
la nostra tecnologia. Científics i enginyers reconeixen haver-se inspirat en el
futurisme dels objectes quotidians de la tripulació del USS Enterprise, com és
el cas de Martin Cooper, inventor del telèfon mòbil.
Altres avenços importants que avui dia són una realitat i que s'han inspirat
en l'univers de Star Trek són:
-L'ordinador personal: Als anys 60 els ordinadors eren molt grans i
primitius, a Star Trek s'observaven múltiples ordinadors petits i funcionals a
les diferents sales de reunions. Cinc anys després que la sèrie deixés de ser
emesa, Ed Roberts va construir l'ordinador Altair
8800, anomenat així per una galàxia mencionada a un capítol de la sèrie.
Aquest, al seu torn, va inspirar Steve Jobs i Steve Wozniak a introduir millores
en el model i així marcar l'inici de l'era de l'ordinador personal actual.
-Tauleta electrònica: Apareixia a la sèrie original en nombroses ocasions
en què el capità Kirk feia servir una tauleta i un llapis per a firmar afers
importants.
-Intercomunicadors sense fils: La comunicació sense fils a través de
sistemes de mans lliures que eren freqüentment utilitzats per la tinent Uhura.
-El GPS: Els transportadors eren una de les tecnologies més utilitzades en
el món de Star Trek per a la 
teleportació. Per a fer-ho calia desmaterialitzar l'objecte i
reconstruir-lo al lloc on es volia transportar. Perquè això fos possible
calia establir les coordenades de transport, mitjançant els sistemes de
localització. Quatre anys després de la sèrie original, el Departament de
Defensa dels Estats Units va començar a desenvolupar el que avui coneixem com a
sistema GPS. Pel que fa a la teleportació, s'ha assolit, amb un àtom.
-L'escàner: A la sèrie original, el doctor Leonard McCoy duia un petit artefacte que
permetia un diagnòstic intern del cos, no invasiu. Va ser premonitori de la
Tomografia Computada i d'altres estudis mèdics coneguts com la Ressonància
Magnètica
-El telèfon mòbil: És un dels invents més obvis inspirats en Star Trek.
El Capità Kirk i la resta de la tripulació utilitzaven comunicadors per parlar
entre ells. Només havien d'obrir la tapa (molts mòbils s'han inspirat en el
mateix disseny) i dir el nom de la persona amb qui volien parlar. Això, en un
moment en què només uns pocs podien pagar un servei telefònic, utilitzant
aparells de disc que funcionaven gràcies a milions de relés, en enormes centrals
i operadors en cada ciutat.  

## Sèries sobreStar Trek
- Star Trek: La sèrie original (The Original Series) (1966-1969)
- Star Trek: La sèrie animada (The Animated Series) (1973-1974)
- Star Trek: La nova generació (The Next Generation) (1987-1994)
- Star Trek: Deep Space 9 (Espai profund 9) (1993-1999)
- Star Trek: Voyager (1995-2001)
- Star Trek: Enterprise (2001-2005)
- Star Trek: Discovery (2017-present)[8]
- Star Trek: Short Treks (2018-2020)
- Star Trek: Picard (2020-present)[8]
- Star Trek: Lower Decks (2020-present)[8]
- Star Trek: Prodigy (2021-present)[8]
- Star Trek: Strange New Worlds (2022-present)[8]

## Pel·lícules sobreStar Trek
- Star Trek: La pel·lícula (The Motion Picture) (1979)
- Star Trek 2: La còlera del Khan (The Wrath of Khan) (1982)
- Star Trek 3: A la recerca de Spock (The Search for Spock) (1984)
- Star Trek 4: Missió salvar la Terra (The Voyage Home) (1986)
- Star Trek: L'última frontera (The Final Frontier) (1989)
- Star Trek: The Undiscovered Country (1991)
- Star Trek: Generations (1994)
- Star Trek: First Contact (1996)
- Star Trek: Insurrection (1998)
- Star Trek: Nemesis (2002)
- Star Trek (2009)
- Star Trek Into Darkness (2012)
- Star Trek Beyond (2016)

## Marxandatge
Molts productes amb llicència es basen en la franquícia Star Trek. El marxandatge és molt lucratiu tant per a l'estudi com per als actors; el 1986, Nimoy havia guanyat més de 500.000 dòlars amb drets d'autor. Els productes inclouen novel·les, còmics, videojocs i altres materials, que generalment es consideren no canònics. El marxandatge de Star Trek havia generat 4.000 milions de dòlars per a Paramount el 2002.

### Llibres
Des de 1967, s'han publicat centenars de novel·les originals, contes i adaptacions de televisió i pel·lícules. La primera novel·la original de Star Trek va ser Mission to Horatius de Mack Reynolds, que va ser publicada en tapa dura per Whitman Books el 1968.:131
El 1968, Gene Roddenberry va cooperar amb Stephen Edward Poe, escrivint com Stephen Whitfield, al llibre de no ficció The Making of Star Trek per a Ballantine Books.
La primera editorial de la ficció Star Trek dirigida a lectors adults va ser Bantam Books. James Blish va escriure adaptacions d'episodis de la sèrie original en dotze volums de 1967 a 1977; el 1970, va escriure la primera novel·la original de Star Trek publicada per Bantam, Spock Must Die!.:xi
Pocket Books va publicar novel·les posteriors de Star Trek. Els novel·listes prolífics de Star Trek inclouen Peter David, Diane Carey, Keith DeCandido, J.M. Dillard, Diane Duane, Michael Jan Friedman i Judith i Garfield Reeves-Stevens. Diversos actors de la sèrie de televisió també han escrit o coescrit llibres amb els seus respectius personatges: William Shatner, John de Lancie, Andrew Robinson, J. G. Hertzler i Armin Shimerman. El productor de Voyager Jeri Taylor va escriure dues novel·les detallant les històries personals dels personatges de Voyager. Els guionistes David Gerrold, D. C. Fontana, i Melinda Snodgrass també han escrit llibres.:213
Un treball acadèmic de 2014 Newton Lee va parlar de l'actualització de l'holodeck de Star Trek en el futur fent un ús extensiu de la intel·ligència artificial i els cyborgs.

### Còmics
Els còmics basats en Star Trek s'han publicat gairebé contínuament des de 1967, publicats per Marvel, DC, Malibu, Wildstorm, i Gold Key, entre d'altres. El 2009, Tokyopop va produir una antologia d'històries basades en Next Generation presentades a l'estil del manga. El 2006, IDW Publishing va assegurar els drets de publicació dels còmics de Star Trek i va publicar una preqüela de la pel·lícula del 2009, Star Trek: Countdown. El 2012, IDW va publicar el primer volum de Star Trek – The Newspaper Strip, amb el treball de Thomas Warkentin. A partir del 2020, IDW continua produint nous títols.

### Jocs
La franquícia Star Trek té nombrosos jocs en molts formats. Començant l'any 1967 amb un joc de taula basat en la sèrie original i continuant fins avui amb jocs en línia i DVD, els jocs de Star Trek continuen sent populars entre els fans.
Els videojocs basats en la sèrie inclouen Star Trek: Legacy i Star Trek: Conquest. Un videojoc de rol massiu basat en Star Trek anomenat Star Trek Online va ser desenvolupat per Cryptic Studios i publicat per Perfect World. Està ambientat durant l'era de la Next Generation, uns 30 anys després dels esdeveniments de Star Trek: Nemesis. El videojoc més recent és Star Trek: Resurgence, un videojoc d'aventura narrativa ambientat a l'era de la Nova Generació.
El 8 de juny de 2010, WizKids va anunciar el desenvolupament d'un joc de miniatures col·leccionables Star Trek utilitzant el sistema de joc HeroClix.

### Revistes
Star Trek ha donat lloc directament o indirecta a la creació d'una sèrie de revistes que se centren en la ciència-ficció o específicament en Star Trek. Starlog va ser una revista que es va fundar a la dècada de 1970.:13 Inicialment, es centrava en els actors de Star Trek, però després va ampliar el seu abast.:80 Star Trek: The Magazine va ser una revista publicada als Estats Units que va deixar de publicar-se l'any 2003. Star Trek Magazine, publicada originalment com a Star Trek Monthly per Titan Magazines per al Regne Unit, va començar el febrer de 1995. Des de llavors, la revista s'ha expandit a la distribució mundial amb el nom de Star Trek Explorer.
Altres revistes al llarg dels anys van incloure revistes professionals, així com revistes publicades per fans, o fanzines.

## Línia temporal de les sèries de Star Trek
El següent gràfic mostra la ubicació cronològica de les sèries en la línia temporal.